# 欧坦区
欧坦区（法語：arrondissement de Autun）是法国勃艮第-弗朗什-孔泰大区索恩-卢瓦尔省所辖的一个区。总面积1994.3平方公里，总人口128664，人口密度65人/平方公里（2018年）。主要城镇为歐坦。

## 辖区
欧坦区辖有89个市镇。